# Fターム
Fターム（エフターム）は、日本国特許庁が編纂している、日本の特許文献の、それぞれの文献に記載された発明の技術的特徴による分類体系、またその分類体系において用いられる分類記号である。特許の先行技術調査を行う際に利用される。

## 概要
Fターム分類体系は従来日本国特許庁で使用されていた国際特許分類やFIといった特許分類と共存し、かつ、コンピュータを利用した検索に適する新たな分類として、1987年から導入された。Fターム分類体系を利用すると、国際特許分類やFIといった特許分類体系とは異なる複数の技術的観点によって特許文献を分類することができる。
FタームはFile Forming Term（ファイルフォーミングターム）を意味するとされるが、File Forming Termという呼び名が使われることはほとんどない。

## 構造
従来から使われてきた特許分類である国際特許分類やFIは、生物の分類に似ている。生物の分類では、全ての生物を動物界、植物界（など）の「界」に分け、動物界、植物界それぞれに分類された生物をさらに細かく（例えば動物界であれば海面動物門から脊索動物門までの）「門」に分ける。それぞれの「門」を「綱」に分け、「綱」をさらに「目」に分け、「目」を「科」に分ける。国際特許分類には、生物の分類における「界」に相当するもっとも大まかな分類として「セクション」があり、以下「サブセクション」、「クラス」、「サブクラス」、「メイングループ」、「サブグループ」という細かい分類がある。このような分類の結果、ディレクトリツリーのような階層構造、木構造の分類表が得られる。
Fタームは国際特許分類やFIとは異なり、「界、門、綱、目、科」の生物の分類には似ていない。生物のたとえを使うならば、Fタームとは、「空を飛べる動物」や「深海底の生物」といったように、「界、門、綱、目、科」と分類した際とは異なる観点からグループ化するものである。図鑑において「空を飛べる動物」や「深海底の生物」といったグループ化が「界、門、綱、目、科」の分類と共存し併用されるように、Fタームは国際特許分類やFIと共存し併用される。
日本国特許庁は、国際特許分類をさらに細分化した日本独自の特許分類であるFIの約20万項目を約2,600にまとめて、それをテーマと称している。各テーマは5桁のテーマコードで識別される。例えば、A01K 87/00からA01K 87/06 @Zまでの範囲のFIは、「釣竿」というテーマにまとめられ、そのテーマコードは2B019である。先頭の２は（旧）審査第2部門（現第１部門）を示し、Ｂは特定の審査室を示す記号である。AA**、AB**のような詳細な分類が存在しないテーマコードも多々存在する。
そして、約1,900テーマにおいて、それぞれFタームの分類体系が形成されている。すなわち、約1,900テーマにおいては、Fタームリストという、分類記号すなわちFタームとその意味を表示した一覧表が作成されており、そのテーマに関連する発明が記載された日本の公開特許公報には、その発明の特徴を示すFタームが記載されている。分類記号Fタームは、AA01のようにラテン文字2文字と算用数字2文字からなる。
例えば、テーマコード2B019、「釣竿」のテーマにおいては、
```
AA00 構造
AA01 ・断面形状
AA02 ・・中通し式
AA03 ・・竿尻にリール内蔵
（中略）
AB00 素材
AB01 ・FRP竿
（下略）
```

というFタームリストが作成されている。そこで、「FRPでできた中通し釣竿」の発明を記載した特許文献を探したければ、テーマ2B019において、AA02というFタームを持ち、かつ、AB01というFタームを持つ文献をコンピュータによって探せばよい。
なお、同じAB01というFタームであっても、テーマが異なれば全く別の意味になるので、検索する場合にはテーマを指定する必要がある。
2015年3月23日よりサービスを開始したJ-PlatPatではパテントマップガイダンスの提供が中止されたが、データ提供は行われている。

## Fタームを用いた検索
Fタームを利用して特許文献を検索する場合の注意点として、適切なFタームが付与されていない文献が少なからずあることが挙げられる。国際特許分類やFIが一つの特許文献につき1個から数個付与されるのに対し、Fタームの分類記号は一つの特許文献につき数個から数十個付与される。したがって、国際特許分類やFIの付与まちがい頻度と比較して、Fターム分類記号の付与まちがいの頻度はかなり大きい。付与自体は、特許庁から委託を受けた（財）工業所有権協力センター（IPCC）が主体となって行っているが、全国各地から応募した一般人（一般企業在籍者）も解析アルバイトとして採用され自宅他でＦタームの付与を行っている。その点もまちがい頻度が高い点に寄与している可能性はある。
また、Fタームによって検索できるのは、あくまでも、日本国特許庁が発行する特許文献のみであるという点にも注意する必要がある。アメリカ合衆国の特許文献を検索するためにはUSPCや国際特許分類を、ヨーロッパの特許文献を検索するためにはECLAや国際特許分類を用いなければならない。

## 歴史
日本国特許庁の審査官は、明治時代以来、紙に印刷され冊子になった特許文献を手でめくりながら斜め読みし、出願された発明と類似する技術を探していた。しかし、出願件数の増加により、紙に印刷された厖大な特許文献の維持管理がますます困難となり、また、審査請求件数の増加により、特許文献を手でめくりながら斜め読みするよりも効率的な検索手段が求められるようになった。そこで、1983年、日本国特許庁は米国特許商標庁を手本とし、コンピュータを利用した特許文献の検索システムの構築に着手した。
その一環として、日本国特許庁は、1985年から新しい特許分類を研究し始め、1987年までにいくつかのテーマについてのFタームリストの作成と、それに基づいた各特許文献へのFターム分類記号の付与を行い、Fタームを誕生させた。その後順次各テーマのFタームリストの作成を行った。
現在、約2,600テーマのうちの約70パーセントにあたる約1,900テーマについて、Fタームリストが作成され、それに基づいた分類記号の付与が行われている。また、Fタームリストの改廃が随時行われている。
当初、Fタームは「コンピュータ検索するための索引」という位置づけであり、印刷された特許文献にはFターム分類記号が表示されていなかった。しかし、日本国特許庁の審査官だけでなく、特許の出願人やその競争相手も特許文献を検索するためにFタームを利用するようになったことから、1999年からは、日本国特許庁が発行する公開特許公報のフロントページ（第1面）にFターム分類記号が表示されるようになった。
最近では、Fタームリストの英語訳も日本国特許庁によって提供されている。